# دوگانه‌گرایی طبیعی‌گرایانه
دوگانگی طبیعت‌گرایانه (به انگلیسی: Naturalistic dualism) نظریه ای است که توسط دیوید چالمرز در ارتباط با فلسفه ذهن طرح شده‌است. به عبارت ساده، این موضع را نشان می‌دهد که باید یک توضیح طبیعی‌گرایانه (به‌طور خلاصه، علمی) برای جنبه ذهنی آگاهی داده شود، نه یک توضیح ماوراء طبیعی مانند روح یا جان.
نظر وی مبنی بر مسئله دشوار خودآگاهی است. این مسئله را در کتاب ذهن خودآگاهی و مقاله رویارویی با مشکل دشوار خودآگاهی مطرح کرده‌است. چالمرز میان مشکلات آسان خودآگاهی از قبیل یافتن همبسته‌های عصبی آگاهی و مشکل دشوار خودآگاهی تمایز قائل می‌شود. مشکل دشوار این است که اصلاً چرا خودآگاهی وجود دارد؟ چگونه از سازوکارهای فیزیکی و عصبی خودآگاهی ظهور می‌یابد؟ این دیدگاه تجربه ذهنی را که به کیفیات ذهنی معروفند، مستقل از رفتار در نظر می‌گیرد. به نظر او میان دستگاه فیزیکی و دستگاه ذهنی یک شکاف تبیینی وجود دارد.
چالمرز معتقد است آگاهی تجربه درونی از جهان و ذهن است. همه ما انسانها موجودات و هستی‌های آگاهی هستیم. میان ما، من و شما و همه، چیزی مشابه در درون وجود دارد. چیز مشابهی در درون ما نسبت به دیدن، فکر کردن، احساس کردن و شنیده وجود دارد. همواره یک شکاف توصیفی میان پردازش‌های مغزی و تجربه خودآگاهی وجود دارد. چرا که هیچ نظریه‌ای راجع به فرایندهای مغزی نمی‌تواند به سؤال سخت پاسخ دهد: چرا باید یک فرایند مغزی خاص منجر به تجربه شعور شود؟ همواره می‌توان جهانی را فرض کرد با مخلوقاتی که همان فرایندهای مغزی را دارند اما به‌طور کامل فاقد تجربه شعور هستند. یک نظریه خودآگاهی باید این نکته را توضیح دهد که چرا و چگونه یک فرایند مغزی باعث بروز این تجربه با تمام خواصی می‌شود که ما به‌طور معمول تجربه می‌کنیم.